# Giro di Vallonia 2023
Il Giro di Vallonia 2023, cinquantesima edizione della corsa e valido come evento dell'UCI ProSeries 2023 categoria 2.Pro, si svolse in cinque tappe dal 22 al 26 luglio 2023 su un percorso di 803,7 km, con partenza da Huy e arrivo a Aubel, in Vallonia. La vittoria fu appannaggio dell'italiano Filippo Ganna, il quale completò il percorso in 19h08'14", alla media di 41,997 km/h, precedendo il britannico Joshua Tarling e il belga Brent Van Moer.

## Tappe
| Tappa  | Data      | Percorso                        | km    | Vincitore di tappa | Leader cl. generale |
| ------ | --------- | ------------------------------- | ----- | ------------------ | ------------------- |
| 1ª     | 22 luglio | Huy > Hamoir                    | 189,6 | Filippo Ganna      | Filippo Ganna       |
| 2ª     | 23 luglio | Saint-Ghislain > Walcourt       | 179,7 | Arnaud De Lie      | Arnaud De Lie       |
| 3ª     | 24 luglio | Thuin > Mont-Saint-Guibert      | 186,8 | Timo Kielich       | Timo Kielich        |
| 4ª     | 25 luglio | Mons > Mons (cron. individuale) | 32,6  | Filippo Ganna      | Filippo Ganna       |
| 5ª     | 26 luglio | Banneux > Aubel                 | 215   | Andrea Bagioli     | Filippo Ganna       |
| Totale | Totale    | Totale                          | 803,7 |                    |                     |

## Squadre e corridori partecipanti
Al via 17 formazioni, di cui 9 UCI World Teams, 5 UCI ProTeam e 3 UCI Continental Team.
| N.    | Cod. | Squadra                  |
| ----- | ---- | ------------------------ |
| 1-7   | ACT  | AG2R Citroën Team        |
| 11-17 | ADC  | Alpecin-Deceuninck       |
| 21-27 | COF  | Cofidis                  |
| 31-37 | GFC  | Groupama-FDJ             |
| 41-47 | IGD  | Ineos Grenadiers         |
| 51-57 | ICW  | Intermarché-Circus-Wanty |
| 61-67 | LTK  | Lidl-Trek                |
| 71-77 | SOQ  | Soudal Quick-Step        |
| 81-87 | ARK  | Team Arkéa-Samsic        |

| N.      | Cod. | Squadra                    |
| ------- | ---- | -------------------------- |
| 91-97   | BWB  | Bingoal WB                 |
| 101-107 | IPT  | Israel-Premier Tech        |
| 111-117 | LTD  | Lotto Dstny                |
| 121-127 | TFB  | Team Flanders-Baloise      |
| 131-137 | UXT  | Uno-X Pro Cycling Team     |
| 141-147 | GDM  | Materiel-Velo.com          |
| 151-157 | NMC  | Nice Métropole Côte d'Azur |
| 161-167 | BTL  | Baloise Trek Lions         |

## Dettagli delle tappe

### 1ª tappa
- 22 luglio: Huy > Hamoir - 189,6 km

Risultati
| Pos. | Corridore        | Squadra     | Tempo    |
| ---- | ---------------- | ----------- | -------- |
| 1    | Filippo Ganna    | Ineos       | 4h39'47" |
| 2    | Davide Ballerini | Soudal      | s.t.     |
| 3    | Arne Marit       | Intermarché | s.t.     |

| Pos. | Corridore        | Squadra     | Tempo    |
| ---- | ---------------- | ----------- | -------- |
| 1    | Filippo Ganna    | Ineos       | 4h39'37" |
| 2    | Davide Ballerini | Soudal      | a 4"     |
| 3    | Arne Marit       | Intermarché | a 6"     |

### 2ª tappa
- 23 luglio: Saint-Ghislain > Walcourt - 179,7 km

Risultati
| Pos. | Corridore     | Squadra | Tempo    |
| ---- | ------------- | ------- | -------- |
| 1    | Arnaud De Lie | Lotto   | 4h15'30" |
| 2    | Thibau Nys    | Lidl    | s.t.     |
| 3    | Timo Kielich  | Alpecin | s.t.     |

| Pos. | Corridore        | Squadra | Tempo    |
| ---- | ---------------- | ------- | -------- |
| 1    | Arnaud De Lie    | Lotto   | 8h55'06" |
| 2    | Filippo Ganna    | Ineos   | s.t.     |
| 3    | Davide Ballerini | Soudal  | a 4"     |

### 3ª tappa
- 24 luglio: Thuin > Mont-Saint-Guibert - 186,8 km

Risultati
| Pos. | Corridore        | Squadra | Tempo    |
| ---- | ---------------- | ------- | -------- |
| 1    | Timo Kielich     | Alpecin | 4h28'57" |
| 2    | Florian Sénéchal | Soudal  | s.t.     |
| 3    | Simone Consonni  | Cofidis | s.t.     |

| Pos. | Corridore     | Squadra | Tempo     |
| ---- | ------------- | ------- | --------- |
| 1    | Timo Kielich  | Soudal  | 13h23'59" |
| 2    | Arnaud De Lie | Lotto   | a 4"      |
| 3    | Filippo Ganna | Ineos   | s.t.      |

### 4ª tappa
- 25 luglio: Mons > Mons - Cronometro individuale - 32,6 km

Risultati
| Pos. | Corridore      | Squadra | Tempo  |
| ---- | -------------- | ------- | ------ |
| 1    | Filippo Ganna  | Ineos   | 38'01" |
| 2    | Joshua Tarling | Ineos   | a 8"   |
| 3    | Connor Swift   | Ineos   | a 30"  |

| Pos. | Corridore      | Squadra | Tempo     |
| ---- | -------------- | ------- | --------- |
| 1    | Filippo Ganna  | Ineos   | 14h02'04" |
| 2    | Joshua Tarling | Ineos   | a 18"     |
| 3    | Connor Swift   | Ineos   | a 40"     |

### 5ª tappa
- 26 luglio: Banneux > Aubel - 197,5 km

Risultati
| Pos. | Corridore        | Squadra | Tempo    |
| ---- | ---------------- | ------- | -------- |
| 1    | Andrea Bagioli   | Soudal  | 5h06'11" |
| 2    | Stephen Williams | Israel  | s.t.     |
| 3    | Arnaud De Lie    | Lotto   | s.t.     |

| Pos. | Corridore      | Squadra | Tempo     |
| ---- | -------------- | ------- | --------- |
| 1    | Filippo Ganna  | Ineos   | 19h08'14" |
| 2    | Joshua Tarling | Ineos   | a 18"     |
| 3    | Brent Van Moer | Lotto   | a 40"     |

## Evoluzione delle classifiche
| Tappa              | Vincitore          | Classifica generale Maglia arancione | Classifica a punti Maglia gialla | Classifica scalatori Maglia bianca | Classifica giovani Maglia rossa | Classifica sprint intermedi Maglia fucsia | Classifica a squadre | Combattività     |
| ------------------ | ------------------ | ------------------------------------ | -------------------------------- | ---------------------------------- | ------------------------------- | ----------------------------------------- | -------------------- | ---------------- |
| 1ª                 | Filippo Ganna      | Filippo Ganna                        | Filippo Ganna                    | Johan Meens                        | Mathias Vacek                   | Alex Colman                               | Alpecin-Deceuninck   | Jonathan Couanon |
| 2ª                 | Arnaud De Lie      | Arnaud De Lie                        | Davide Ballerini                 | Johan Meens                        | Arnaud De Lie                   | Sander De Pestel                          | Alpecin-Deceuninck   | Laurenz Rex      |
| 3ª                 | Timo Kielich       | Timo Kielich                         | Timo Kielich                     | Johan Meens                        | Timo Kielich                    | Alex Colman                               | Alpecin-Deceuninck   | Tord Gudmestad   |
| 4ª                 | Filippo Ganna      | Filippo Ganna                        | Filippo Ganna                    | Johan Meens                        | Joshua Tarling                  | Alex Colman                               | Ineos Grenadiers     | non assegnato    |
| 5ª                 | Andrea Bagioli     | Filippo Ganna                        | Timo Kielich                     | Johan Meens                        | Joshua Tarling                  | Brent Van Moer                            | Ineos Grenadiers     | Mauro Schmid     |
| Classifiche finali | Classifiche finali | Filippo Ganna                        | Timo Kielich                     | Johan Meens                        | Joshua Tarling                  | Brent Van Moer                            | Ineos Grenadiers     | non assegnato    |

Maglie indossate da altri ciclisti in caso di due o più maglie vinte
- Nella 2ª tappa Davide Ballerini ha indossato la maglia gialla al posto di Filippo Ganna.
- Nella 3ª tappa Thibau Nys ha indossato la maglia rossa al posto di Arnaud De Lie.
- Nella 4ª tappa Arnaud De Lie ha indossato la maglia gialla al posto di Timo Kielich e Thibau Nys ha indossato quella rossa al posto di Timo Kielich.
- Nella 5ª tappa Timo Kielich ha indossato la maglia gialla al posto di Filippo Ganna.

## Classifiche finali

### Classifica generale - Maglia arancione
| Pos. | Corridore           | Squadra | Tempo     |
| ---- | ------------------- | ------- | --------- |
| 1    | Filippo Ganna       | Ineos   | 19h08'14" |
| 2    | Joshua Tarling      | Ineos   | a 18"     |
| 3    | Brent Van Moer      | Lotto   | a 40"     |
| 4    | Connor Swift        | Ineos   | s.t.      |
| 5    | Xandro Meurisse     | Alpecin | a 1'34"   |
| 6    | Thibault Guernalec  | Arkéa   | a 1'44"   |
| 7    | Pierre-Luc Périchon | Cofidis | a 1'46"   |
| 8    | Bauke Mollema       | Lidl    | a 2'01"   |
| 9    | Filippo Baroncini   | Lidl    | a 2'02"   |
| 10   | Mauro Schmid        | Soudal  | a 2'08"   |

### Classifica a punti - Maglia gialla
| Pos. | Corridore      | Squadra | Punti |
| ---- | -------------- | ------- | ----- |
| 1    | Timo Kielich   | Alpecin | 54    |
| 2    | Filippo Ganna  | Ineos   | 50    |
| 3    | Arnaud De Lie  | Lotto   | 50    |
| 4    | Andrea Bagioli | Soudal  | 25    |
| 5    | Thibau Nys     | Lidl    | 24    |

### Classifica scalatori - Maglia bianca
| Pos. | Corridore         | Squadra | Punti |
| ---- | ----------------- | ------- | ----- |
| 1    | Johan Meens       | Bingoal | 64    |
| 2    | Cériel Desal      | Bingoal | 46    |
| 3    | Mauro Schmid      | Soudal  | 38    |
| 4    | Mauri Vansevenant | Soudal  | 28    |
| 5    | Dries De Bondt    | Alpecin | 28    |

### Classifica giovani - Maglia rossa
| Pos. | Corridore         | Squadra  | Tempo     |
| ---- | ----------------- | -------- | --------- |
| 1    | Joshua Tarling    | Ineos    | 19h08'32" |
| 2    | Filippo Baroncini | Lidl     | a 1'44"   |
| 3    | Mauro Schmid      | Soudal   | a 1'50"   |
| 4    | Paul Lapeira      | AG2R     | a 2'12"   |
| 5    | Jenno Berckmoes   | Movistar | a 2'38"   |

### Classifica sprint intermedi - Maglia fucsia
| Pos. | Corridore        | Squadra     | Punti |
| ---- | ---------------- | ----------- | ----- |
| 1    | Brent Van Moer   | Lotto       | 10    |
| 2    | Mauro Schmid     | Soudal      | 10    |
| 3    | Sander De Pestel | Flanders    | 10    |
| 4    | Dries De Bondt   | Alpecin     | 6     |
| 5    | Loïc Vliegen     | Intermarchè | 5     |

### Classifica a squadre
| Pos. | Squadra            | Tempo     |
| ---- | ------------------ | --------- |
| 1    | Ineos Grenadiers   | 57h25'50" |
| 2    | Lidl-Trek          | a 3'55"   |
| 3    | Soudal Quick-Step  | a 4'44"   |
| 4    | Alpecin-Deceuninck | a 5'59"   |
| 5    | Lotto Dstny        | a 6'30"   |